# Jasudžiró Ozu
Jasudžiró Ozu (小津 安二郎, Ozu Yasujirō, 12. prosince 1903 Tokio – 12. prosince 1963 tamtéž) byl japonský filmový režisér.
Od mládí byl filmový fanoušek, v roce 1923 získal na přímluvu strýce zaměstnání v tokijském studiu Šóčiku jako asistent kamery a režie, od roku 1927 točil vlastní filmy: zpočátku nenáročné němé grotesky, které se většinou nedochovaly, první úspěch mu přinesl v roce 1931 sociálně laděný film Tokijský sbor, o rok později získal za snímek Narodil jsem se, ale... cenu časopisu Kinema Džunpó pro japonský film roku (toto ocenění získal celkem šestkrát). Svůj první zvukový film Jediný syn natočil až v roce 1936. Za druhé světové války sloužil v armádě, byl také v americkém zajetí.
Jeho filmy, k nimž psal scénáře ve spolupráci s Kógo Nodou, se vyznačují pomalým tempem vyprávění, vizuální jednoduchostí a melancholickou náladou mono no aware, častým námětem je odcizení a neporozumění mezi lidmi, jako v jeho klasických dílech Pozdní jaro (1949), Sklizeň obilí (1951), Příběh z Tokia (1953), Krásný podzimní den (1960) a Chuť makrel (1962). Ozu byl vyznavačem tradiční japonské kultury a mapoval její postupné odumírání ve svých civilních psychologických příbězích z uzavřeného rodinného prostředí středních vrstev. Charakteristickým znakem Ozuova režijního rukopisu jsou statické záběry z podhledu, vycházející z japonského zvyku sedět při konverzaci a stolování na tatami. Typické pro něj bylo také spoléhání na stabilní herecký ansámbl, v němž vynikali Čišú Rjú a Secuko Hara.
V anketě, kterou roku 2012 uspořádal britský časopis Sight & Sound, zvolili světoví filmaři Příběh z Tokia nejlepším filmem historie. Wim Wenders věnoval svůj film Nebe nad Berlínem trojici andělů, kterými mínil své filmařské vzory: Jasudžiró Ozu, François Truffaut a Andrej Tarkovskij. Abbás Kiarostamí natočil ke stému výročí Ozuova narození dokumentární film Pět, který je poctou jeho specifickému přístupu k filmařské práci.